# O-bon
Uzasadnienie: to samo święto
O-bon (jap. お盆, 御盆 o-bon); bon-matsuri (jap. 盆祭り; Festiwal Bon, Festiwal Lampionów, Święto Zmarłych) – kilkudniowe święta zmarłych w buddyzmie japońskim, podczas których oddaje się cześć duchom przodków. Słowo bon jest skrótem od urabon, natomiast o- pełni funkcję przedrostka grzecznościowego.

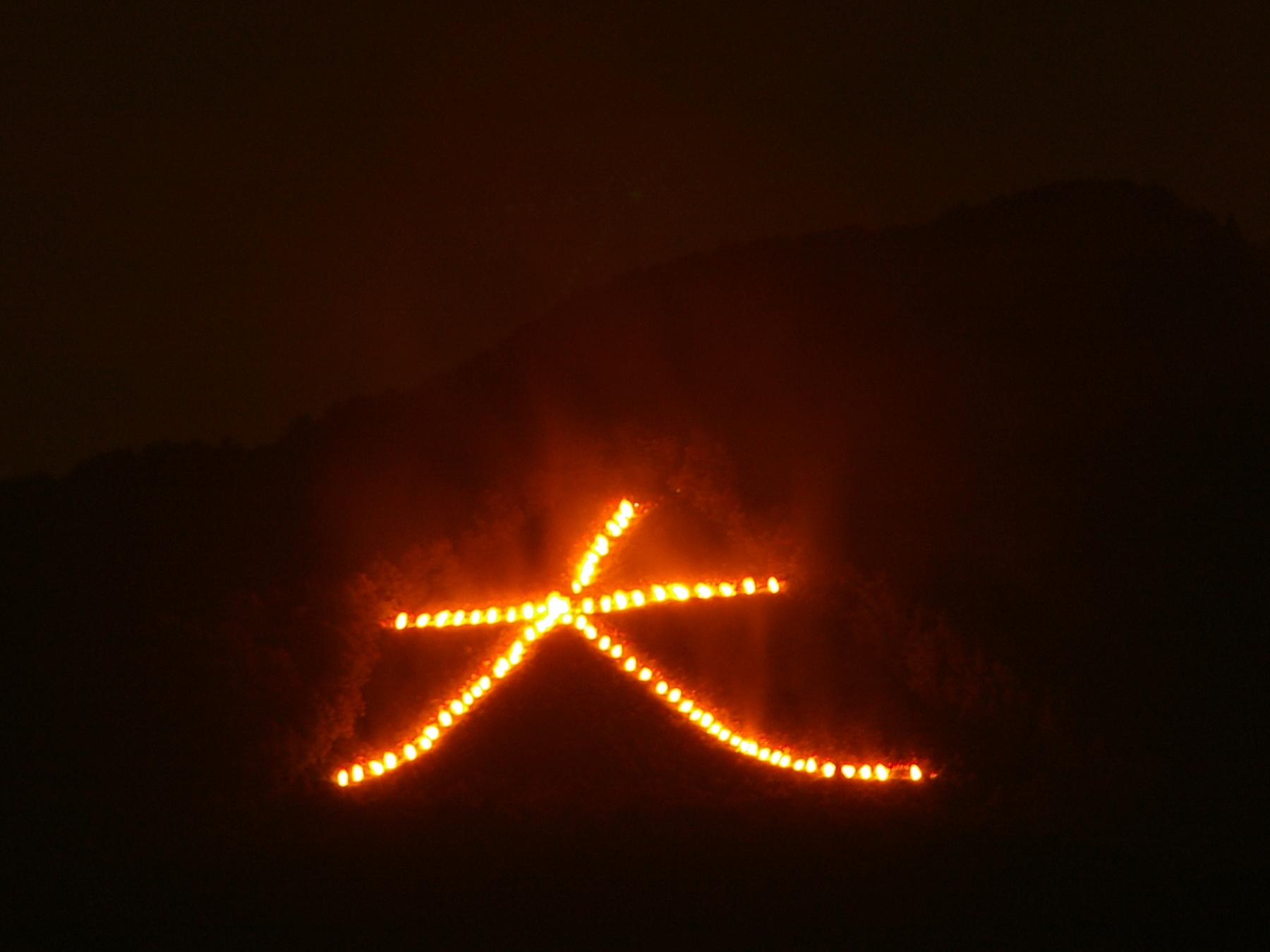
Ogniska w kształcie chińskiego znaku dai w Kioto

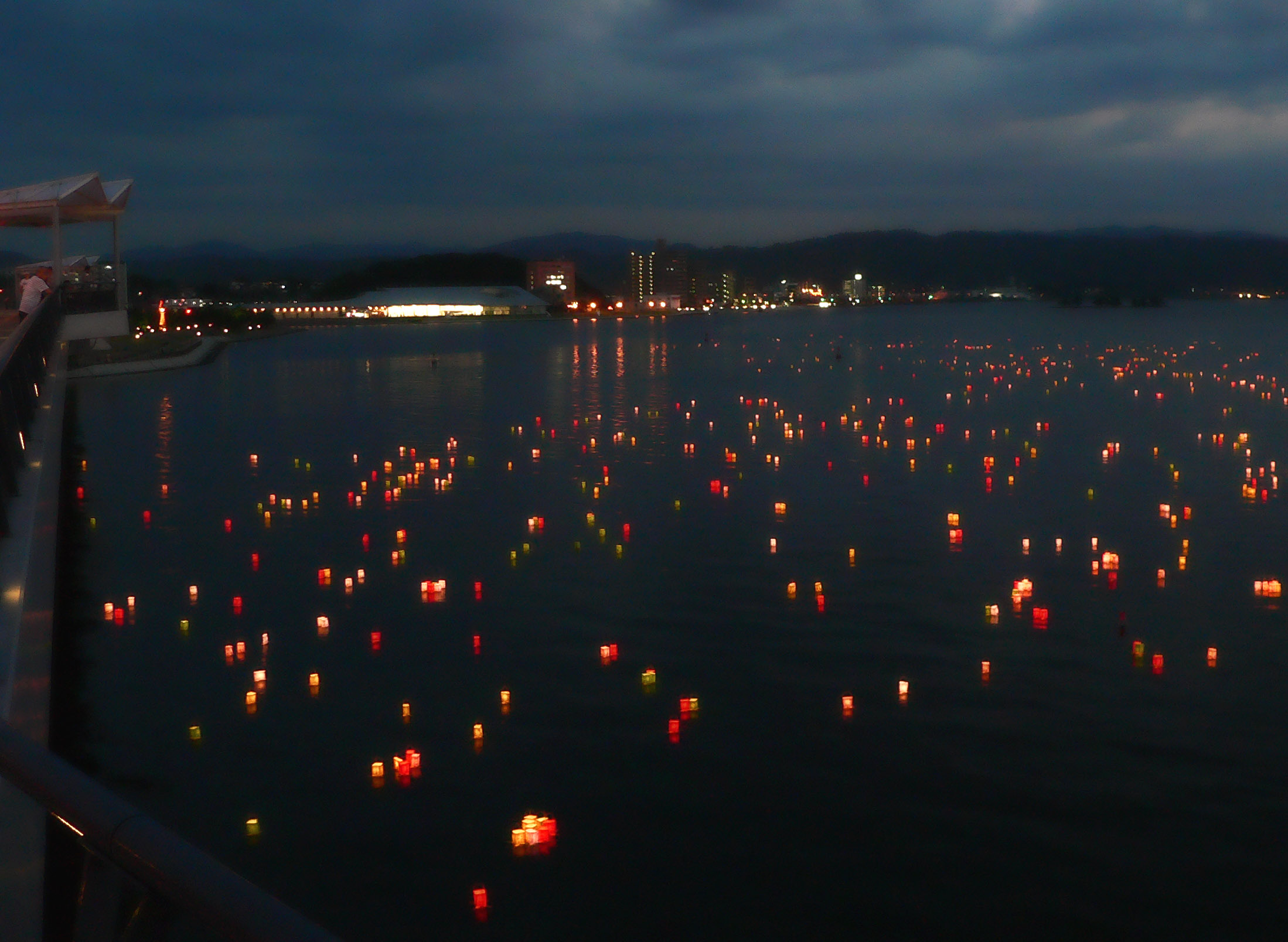
Lampiony na jeziorze Shinji w Matsue, w prefekturze Shimane

W zależności od regionu święto O-bon, o ponad 500-letniej tradycji, obchodzone jest między połową lipca i połową sierpnia. Często od 13 do 16 sierpnia i jest jednym z trzech najważniejszych okresów wakacyjnych w Japonii, poza okresem noworocznym shōgatsu i świętami na początku maja, tzw. Złotym Tygodniem.
W okresie O-bon Japończycy odwiedzają i porządkują groby rodzinne i składają na nich ofiary. Zwyczaj ten przekształcił się w święta jednoczenia rodziny. Według wierzeń Japończyków, w czasie O-bon duchy przodków powracają na Ziemię, aby odwiedzić swoich krewnych. W miastach, dzielnicach i osiedlach odbywają się lokalne festiwale połączone z tradycyjnymi tańcami – bon-odori. Pod koniec tego święta na rzeki, jeziora i morza puszcza się lampiony (tōrō-nagashi), aby zaprowadziły dusze zmarłych z powrotem do ich krainy.
Co roku, w dniu 15 sierpnia, iluminuje się lampionami m.in. świątynię Tōdai-ji i chram Kasuga w Nara.
W Kioto momentem kulminacyjnym celebrowania jest zapalenie ognisk w dniu 16 sierpnia na otaczających miasto pięciu wzgórzach (Gozan-no okuri-bi). Ogniska są ułożone w kształty chińskich znaków: 大 (dai – wielki oraz tzw. "wielki lewej strony"), 妙・法 (myō/hō – odniesienie do nauczania Buddy, Sutry Lotosu Mistycznego Prawa), bramy torii oraz statku.